# Trichomachimus elongatus
Trichomachimus elongatus là một loài ruồi trong họ Asilidae. Trichomachimus elongatus được Shi miêu tả năm 1992. Loài này phân bố ở vùng Cổ Bắc giới và châu Á.